# Velence zászlaja

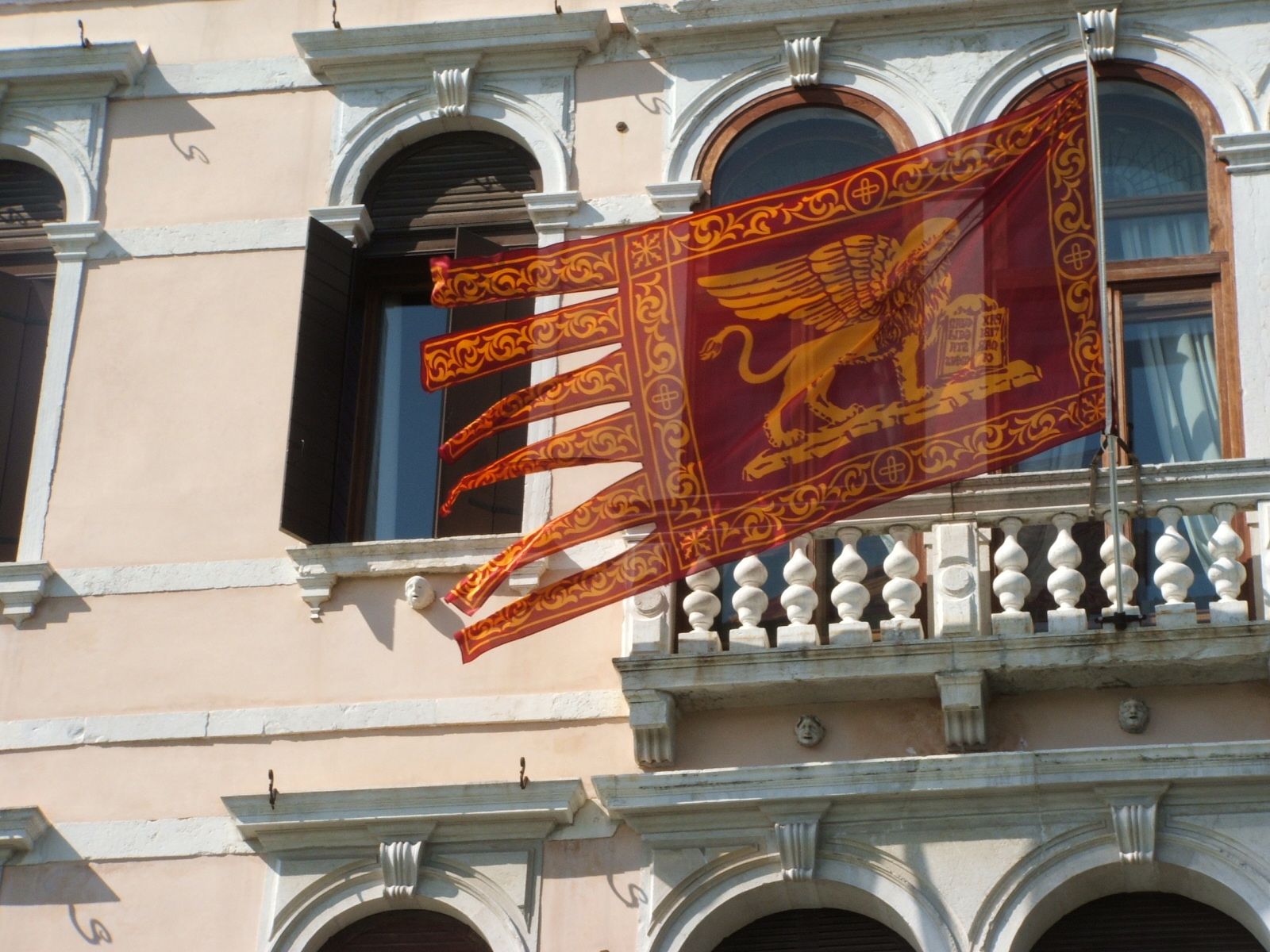
Velence lobogója a gonfalon

Velence zászlaja szinte minden motívumában a hajdani Velencei Köztársaság zászlaját idézi. Hozzávetőlegesen akkor készült el az első oroszlános zászló, amikor 828-ban a velencei flotta Alexandriából elrabolta Szent Márk evangelista relikviáit, és az a velencei államiság jelképévé vált. A lobogó majd' ezer éven keresztül a tengerek kereskedővárosának dicsőségét hirdette. Azonban mivel a dózse igen bonyolult jelképeket adott a köztársaság lobogójának, ráadásul annak több változata is életbe lépett az idők folyamán, ma szinte megszámlálhatatlan változata ismert.

Az eredeti lobogó mindenesetre több fontos jelképet rögzített a későbbi változatokban is. A zászló két nagyobb részre bomlik. A bal oldalán a Szent Márkot ábrázoló oroszlán látható, míg a jobb oldalon hat díszes szalag látható. A lobogó alapszíne a bíbor, amelyen aranyszínű lángcsóvák és keresztek láthatóak. A bíbor és az arany színek Bizánc uralkodói színei voltak, és a dózse ezen színek átvételével először a Konstantinápolyhoz való tartozást fejezte ki, később viszont a színek utaltak arra, hogy Velence a birodalom utódának tekinthető. 

Az oroszlán a város védőszentjének, Szent Márknak a biblikus jelképe. Egyes ábrázolásokban az oroszlán fejét glória övezi. Az oroszlán egy nyitott könyvet tart, amelyben a következő szavak olvashatók: „Pax tibi Marce, evangelista meus”. A latin mondat a következőt jelenti: Béke neked, Márk, én evangélistám. Ezeket a szavakat a legendák szerint egy angyal mondta Márknak, amikor az viharba került a tengeren, úton Velence felé. Az oroszlán hátán feszülő angyalszárnyak ezt a legendát őrzik. Az oroszlán lába alatt látható kék sáv a tengert, és Velence tengerek feletti hatalmát jelképezi.